# Martin Dietrich (Offizier)
Martin Dietrich (* 6. April 1883 in Bielefeld; † 6. Juni 1973 in Hamburg) war ein deutscher Kapitänleutnant der Kaiserlichen Marine und Oberst der Luftwaffe der Wehrmacht.

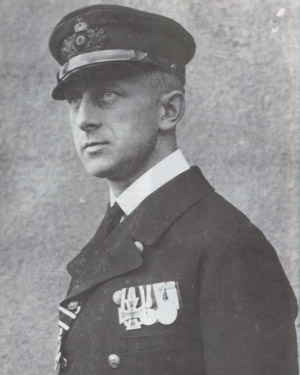
Kapitänleutnant Martin Dietrich

## Leben
Martin Dietrich trat am 1. April 1902 in die Kaiserliche Marine ein. Am 22. März 1914 wurde er zum Kapitänleutnant befördert. Bis Dezember 1914 war er Wachoffizier auf der Oldenburg und kam dann in die Marine-Luftschiff-Abteilung. Bis Kriegsende war er Kommandant der Luftschiffe L 9 (Schulschiff; Kommandant ab 19. Oktober 1915), L 22, L 38 (einziger Kommandant), L 42 (erster Kommandant) und L 71. Mit 9 anderen Luftschiffen war er mit L 22 für die Luftaufklärung während der Skagerrakschlacht eingesetzt und bombardierte mit diesem Luftschiff am 20. September 1916 das erste Mal im Ersten Weltkrieg Sheffield. Am 29. Dezember 1916 musste er durch Schneebelastung mit L 38 in einem Wald bei Wainoden in Kurland notlanden. Das Luftschiff wurde daraufhin abgerüstet und aufgegeben. Mitte März 1917 flog er mit L 42 ohne eigene Schäden davonzutragen einen Angriff auf den Hafen und die Industrieanlage der Stadt Hartlepool. Aufgrund dieses Angriffs wurde er durch den Führer der Marine-Luftschiffe, Peter Strasser, Count of Hartlepool genannt. Am 19. Oktober 1917 konnte L 42 aufgrund des Wetters nicht zu einem, letztendlich erfolglosen Luftschlag gegen England (Unternehmen Silent Raid) aufbrechen und musste in der Halle bleiben. L 71 wurde im Oktober 1918 in Dienst gestellt und nicht mehr im Krieg eingesetzt. Im Juli 1920 wurde es an England übergeben.
Bis Mitte Februar 1918 war er neben dem Eisernen Kreuz 1. Klasse mit dem Ritterkreuz mit Schwertern des Königlichen Hausordens von Hohenzollern ausgezeichnet worden.
Am 24. November 1919 wurde er aus der Marine verabschiedet und am 29. Dezember 1919 mit dem Charakter als Korvettenkapitän ausgezeichnet.
In der Luftwaffe der Wehrmacht wurde er als E-Offizier eingesetzt und erreichte den Dienstgrad eines Obersts.
Nach dem Zweiten Weltkrieg setzte er sich in der Marine-Luftschiffer-Kameradschaft mit Sitz in Hamburg ein.

## Werk
- Der deutsche Transozeanluftverkehr. In: Die Luftwacht 1927, 9, S. 495–499.